# Zniewolony umysł
Zniewolony umysł – zbiór 9 esejów Czesława Miłosza napisanych w 1951 r., opublikowanych w 1953 r. przez Instytut Literacki w Paryżu jako t. 3 Biblioteki „Kultury”. Pierwsze wydanie w Polsce ukazało się poza cenzurą w 1978 r. oficjalnie dopiero w 1989 r. Przedmowę do wydania francuskiego (La pensée captive) napisał Karl Jaspers, wstęp do wydania angielskiego (The Captive Mind)  – Bertrand Russell.
Utwór o kafkowsko-orwellowskim rodowodzie przedstawia za pomocą paraboli i alegorii analizę procesu  intelektualnego uzależnienia się inteligencji wschodnioeuropejskiej od politycznych i ekonomicznych reguł doktryny komunistycznej. Karl Jaspers określił Zniewolony umysł jako znakomite studium „rozbicia człowieka na dwie osoby” pod wpływem olbrzymiej presji ideologicznej.

## Tytuły rozdziałów
1. Murti-Bing – pigułki szczęścia
2. Zachód – analiza porównawcza sytuacji intelektualistów Wschodu i Zachodu
3. Ketman – sztuka ukrywania prawdziwych poglądów, milczenia o swoich przekonaniach
4. Alfa – czyli moralista  (Jerzy Andrzejewski)
5. Beta – czyli nieszczęśliwy kochanek  (Tadeusz Borowski)
6. Gamma –  czyli niewolnik dziejów  (Jerzy Putrament)
7. Delta – czyli trubadur  (Konstanty Ildefons Gałczyński)
8. Wróg ładu –  człowiek – refleksja o marksistowskiej filozofii historii
9. Bałtowie – los narodów, „których  ciała podeptał słoń historii”: Litwinów, Łotyszy i  Estończyków

## Treść
Walka o Umysł rozgrywa się na trzech płaszczyznach, do których należą: Prawda, Szlachetność i Miłość. Nie dysponując możliwościami ingerencji w konflikt wewnętrzny człowieka, Nowa Wiara zadowala się zewnętrznymi oznakami jej przyjęcia. Godzący się na kompromis Umysł poddawany jest działaniom sił zewnętrznych, które Miłosz przedstawia w formie alegorycznych obrazów: Murti-Binga, Metody i Ketmana.
Wymyślone przez Stanisława Ignacego Witkiewicza w powieści katastroficznej Nienasycenie pigułki Murti-Binga zyskują w dziele Miłosza sens alegoryczny. Murti-Bing jest siłą podsuwaną Umysłowi przez Nową Wiarę, w którym Prawda zmaga się z Kłamstwem. Jednostka dążąca do wpisania się w nową rzeczywistość społeczno-polityczną rezygnuje z głoszenia Prawdy, zaczyna posługiwać się  Fałszem i doprowadza do jego zwycięstwa. Metoda, która włącza się do walki między Szlachetnością a Nikczemnością, staje się jedynym uprawnionym sposobem myślenia i mówienia. Umysł ludzki po przyjęciu Murti-Binga i skazaniu się na Metodę stoi już blisko totalnego zniewolenia. Z pomocą przychodzi mu wówczas Ketman, czyli technika kamuflażu.
Miłosz pojmował Ketmana jako formę obrony przed całkowitym wewnętrznym zniewoleniem, czyli połknięciem pigułki Murti-Binga. Autor wylicza następujące rodzaje Ketmanów:
- Ketman narodowy – głośne manifestowanie swego podziwu dla osiągnięć Rosji w różnych dziedzinach, sekretna lojalność wobec interesów narodowych własnego kraju
- Ketman czystości rewolucyjnej – wiara w „święty ogień” rewolucyjny epoki Lenina połączona z nienawiścią do Wielkiego Wodza, jako rzeźnika narodów
- Ketman sceptyczny – zewnętrzny konformizm połączony z całkowitym cynizmem wobec Nowej Wiary (bezsensowność oporu)
- Ketman metafizyczny – zawieszenie przekonania o metafizycznej zasadzie świata, próba przeniknięcia Nowej Wiary od wewnątrz i wywarcia wpływu na jej ewolucję
- Ketman etyczny – kompensowanie niemoralnych metod sprawowania władzy poprzez skrupulatne przestrzeganie tradycyjnych norm etycznych w życiu osobistym[4].

Do kapitulacji i przyjęcia Nowej Wiary dołącza czwarta alegoria – Strach.
Działania sił wykorzystanych przez Nową Wiarę do zniewolenia umysłów zilustrował Miłosz typowymi biografiami czterech postaci: Alfy, Bety, Gammy i Delty. Pozbawione nazwisk, ukryte pod kryptonimami portrety pisarzy są przykładami pewnych ogólnoludzkich postaw wobec określonej rzeczywistości społecznej i politycznej.

## W oczach pisarzy i krytyków
- Karl Jaspers: „Zniewolony umysł” jest dziełem nie tyle politycznym, co moralnym, podyktowanym przez głos sumienia w imię obrony podstawowych wartości.
- Gustaw Herling-Grudziński: Poparcia udzielonego komunistom przez elitę intelektualną nie daje się wytłumaczyć wiarą w historiozofię komunizmu, lecz raczej masowym terrorem.
- Zygmunt Kałużyński: „Zniewolony umysł” to „Makulatura wielkiego konfliktu”.
- Roman Bratny: Miłosz to Redaktor Techniczny Antykomunizmu.
- Witold Gombrowicz: Analiza sprawy komunizmu nie jest tym, co najciekawsze w „Zniewolonym umyśle”. Kluczowe jest udokumentowanie tezy, że człowiek może zrobić wszystko z drugim człowiekiem.
- Jerzy Putrament: „Zniewolony umysł” to kokietowanie Zachodu przez uciekiniera z zagrożonego wojną kraju (psychoza III wojny światowej)[5].
- Tony Judt: Między opisami Ketmana i pigułki Murti-Binga Miłosz dokonuje błyskotliwej analizy stanu umysłu rozczarowanych idealistów i cyników zmieniających poglądy dla osobistej korzyści[6].
- Włodzimierz Bolecki: Zniewolony umysł to bowiem znakomity literacki traktat: więcej mówi o psychologii człowieka niż o polityce, więcej o charakterach, niż ideologii, więcej w nim filozofii i historiozofii niż historycznej kroniki lat stalinowskich[7].
- Timothy Snyder: Miłoszowi chodziło o to, że wszystkie te rzeczy są możliwe jako ludzkie adaptacje do sytuacji, ale niemożliwe jako sposoby na zachowanie człowieczeństwa[8].

## Przekłady na języki obce
- The Captive Mind, London: Martin Secker and Warburg, 1953
- The Captive Mind, New York: Alfred A. Knopf, 1953
- The Captive Mind, Toronto: McClelland and Steward, 1953
- La pensée captive. Essai sur les logocraties populaires, Paris: Gallimard, 1953, 1962, 1980, 1982, 1988.
- Verführtes Denken, Köln: Kiepenheuer & Witsch, 1953, 1954, 1955, 1956, 1959, 1980
- El pensamiento cautivo, San Juan: Editiones de la Torre, Universidad de Puerto Rico, 1954, 1980
- La mente prigioniera, Milano: Aldo Martello Editore, 1955,
- Själar i fångenskap, Stockholm: Natur och Kultur, 1956, 1980, 2000
- Verführtes Denken, Zurych: 1980
- Der trellbundne sinn, Oslo: Aschehoug, 1981
- Vangittu mieli, Porvoo: WSOY, 1983
- Ī aichmálōtī sképsī, Ateny: Ellīnikī’ Eurōekdotikī’, 1983
- De geknechte geest, Amsterdam: De Arbeiderspers, 1984
- Ponevolenij rozum, München: Sučasnist', 1985 (ukr.)
- Zarobljeni um, Belgrad: Beogradski Izdavacko-Graficki Zavod, 1985, 1987
- El pensamiento cautivo, Buenos Aires: Hyspamérica. 1988
- El pensamiento cautivo, Esplugues de Llobregat: Orbis, 1989
- The captive mind, New York: Vintage International, 1990
- A rabul ejtett értelem, Budapest: Europa Konyvkiado, 1992
- Porobenijat razum, Varna: Galaktika, 1992; Sofiâ: Izdatelstvo „Balkani”, 2011
- Zotroceny duch, Praha: TROST, 1992
- Pavergtas protas. Esė , Vilnius: Lietuvos Rašytoj Sąjungos Leidykla, 1995, 2011
- Toraware-no tamashii, Tokyo: Kyodo Tsushinsha, 1996
- Zarobeniot um, Skopje: Nasa Kniga, 1998
- Zasužnjeni um, Zagrzeb: Nova Stvarnost, 1998
- Sagustītais prāts, Rīga: Zvaigzne, 1998
- Gandirea captiva, București: Humanitas, 1999
- Vangistatud mõistus, Tallinn: Loomingu Raamatukogu, 1999
- Skuty rozum, Mińsk: Vìlenskì Kljub, 2000
- Poraboŝennyj razum, Sankt-Petersburg: Aleteja, 2003
- La ment captiva, Walencja: Publicacions Universitat de València, 2005 (katal.)
- Tutsak Edilmiş Akil, Ankara: Elips Kitap, 2006
- Zarobljeni um, Belgrad: Paideia, 2006
- Mente cativa, São Paulo, 2010 (port.)
- Ha-Rẇaḥ ha-šbẇyah, Tel-Abiyb: Qešeb l-Šiyrah, 2011 (hebr.)
- Bèi jìngù de xīnlíng, Taibei: Tendency Publishing, 2011; Pekin: Guangxi Normal University Press, 2013
- Bei jin gu de tou nao, Guilin: Guangxi Normal University Press, 2013